# Alland'Huy-et-Sausseuil
Alland'Huy-et-Sausseuil est une commune française, située dans le département des Ardennes en région Grand Est.

## Géographie
La commune est composée de deux localités : 
- Alland'Huy, le bourg principal
- Sausseuil, petit hameau distant d'un kilomètre.

La commune est entre Rethel et Vouziers, et plus précisément : 

### Hydrographie
La commune est dans la région hydrographique « la Seine du confluent de l'Oise (inclus) à l'embouchure » au sein du bassin Seine-Normandie. Elle est drainée par le ruisseau de Saulces, la Foivre, les Aivis, un bras de Saulces et le Fossé 01 de la commune d'Alland'Huy-et-Sausseuil,.
Le ruisseau de Saulces, d'une longueur de 30 km, prend sa source dans la commune de Faissault, à 175 m d'altitude, et se jette  dans l'Aisne à Rethel, à 73 m d'altitude, après avoir traversé onze communes.

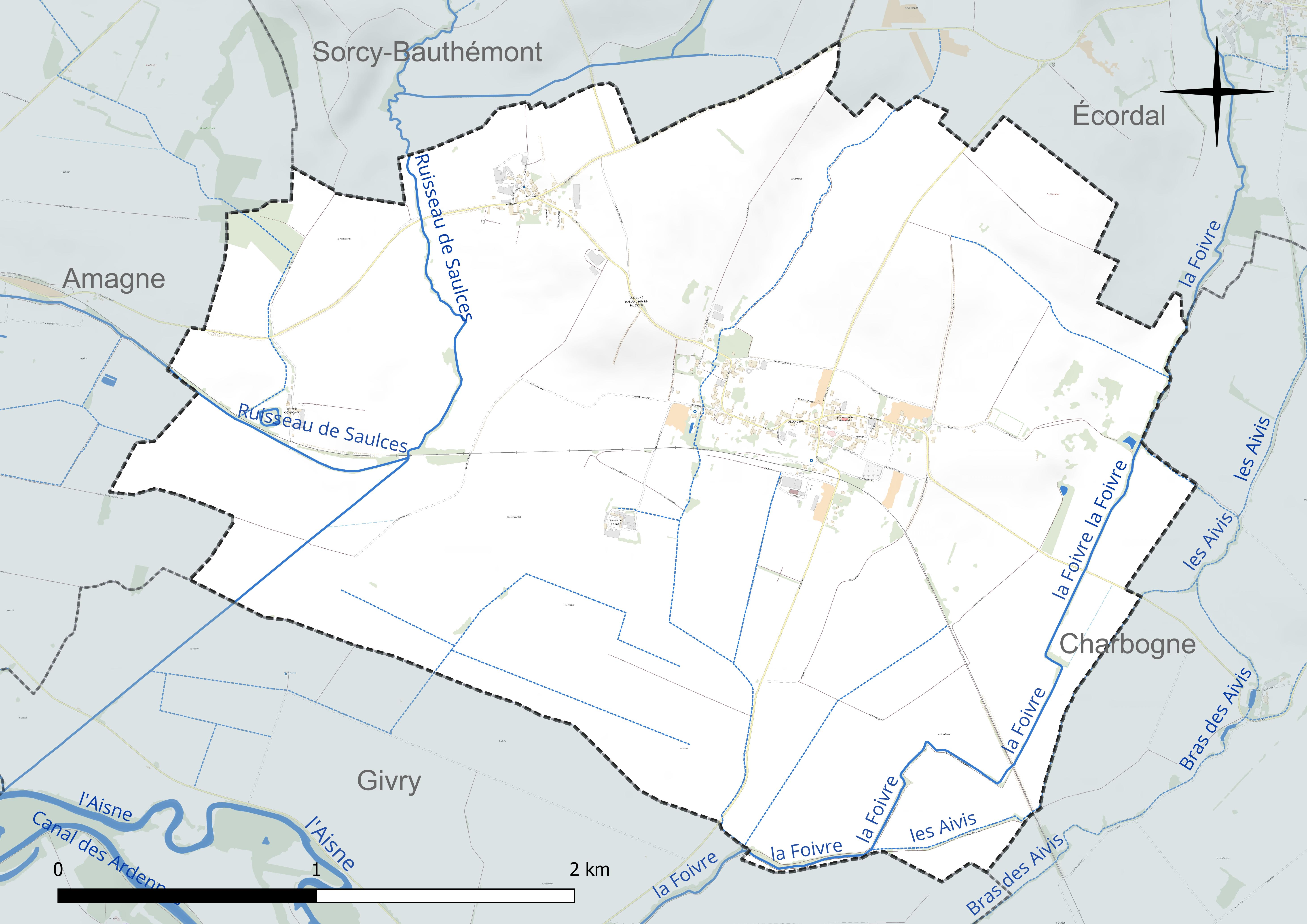
Réseaux hydrographique d'Alland'Huy-et-Sausseuil.

La Foivre, d'une longueur de 22 km, prend sa source dans la commune de Neuvizy, à 204 m d'altitude, et se jette  dans l'Aisne à Givry, à 81 m d'altitude, après avoir traversé dix communes.

### Climat
Pour des articles plus généraux, voir Climat du Grand Est et Climat des Ardennes.
En 2010, le climat de la commune est de type climat océanique dégradé des plaines du Centre et du Nord, selon une étude du Centre national de la recherche scientifique s'appuyant sur une série de données couvrant la période 1971-2000. En 2020, Météo-France publie une typologie des climats de la France métropolitaine dans laquelle la commune est exposée à un climat océanique altéré et est dans la région climatique Nord-est du bassin Parisien, caractérisée par un ensoleillement médiocre, une pluviométrie moyenne régulièrement répartie au cours de l’année et un hiver froid (3 °C).
Pour la période 1971-2000, la température annuelle moyenne est de 10,2 °C, avec une amplitude thermique annuelle de 15,5 °C. Le cumul annuel moyen de précipitations est de 770 mm, avec 11,9 jours de précipitations en janvier et 8,8 jours en juillet. Pour la période 1991-2020, la température moyenne annuelle observée sur la station météorologique de Météo-France la plus proche, « Saulces-Champenoises », sur la commune de Saulces-Champenoises à 8 km à vol d'oiseau, est de 11,0 °C et le cumul annuel moyen de précipitations est de 691,6 mm. 
La température maximale relevée sur cette station est de 41,1 °C, atteinte le 25 juillet 2019 ; la température minimale est de −13,9 °C, atteinte le 7 février 2012,,.
Les paramètres climatiques de la commune ont été estimés pour le milieu du siècle (2041-2070) selon différents scénarios d'émission de gaz à effet de serre à partir des nouvelles projections climatiques de référence DRIAS-2020. Ils sont consultables sur un site dédié publié par Météo-France en novembre 2022.

## Urbanisme

### Typologie
Au 1er janvier 2024, Alland'Huy-et-Sausseuil est catégorisée commune rurale à habitat dispersé, selon la nouvelle grille communale de densité à 7 niveaux définie par l'Insee en 2022.
Elle est située hors unité urbaine et hors attraction des villes,.

### Occupation des sols
L'occupation des sols de la commune, telle qu'elle ressort de la base de données européenne d’occupation biophysique des sols Corine Land Cover (CLC), est marquée par l'importance des territoires agricoles (95,5 % en 2018), une proportion identique à celle de 1990 (95,5 %). La répartition détaillée en 2018 est la suivante : 
terres arables (90,5 %), zones urbanisées (4,5 %), zones agricoles hétérogènes (4,2 %), prairies (0,8 %). L'évolution de l’occupation des sols de la commune et de ses infrastructures peut être observée sur les différentes représentations cartographiques du territoire : la carte de Cassini (XVIIIe siècle), la carte d'état-major (1820-1866) et les cartes ou photos aériennes de l'IGN pour la période actuelle (1950 à aujourd'hui).

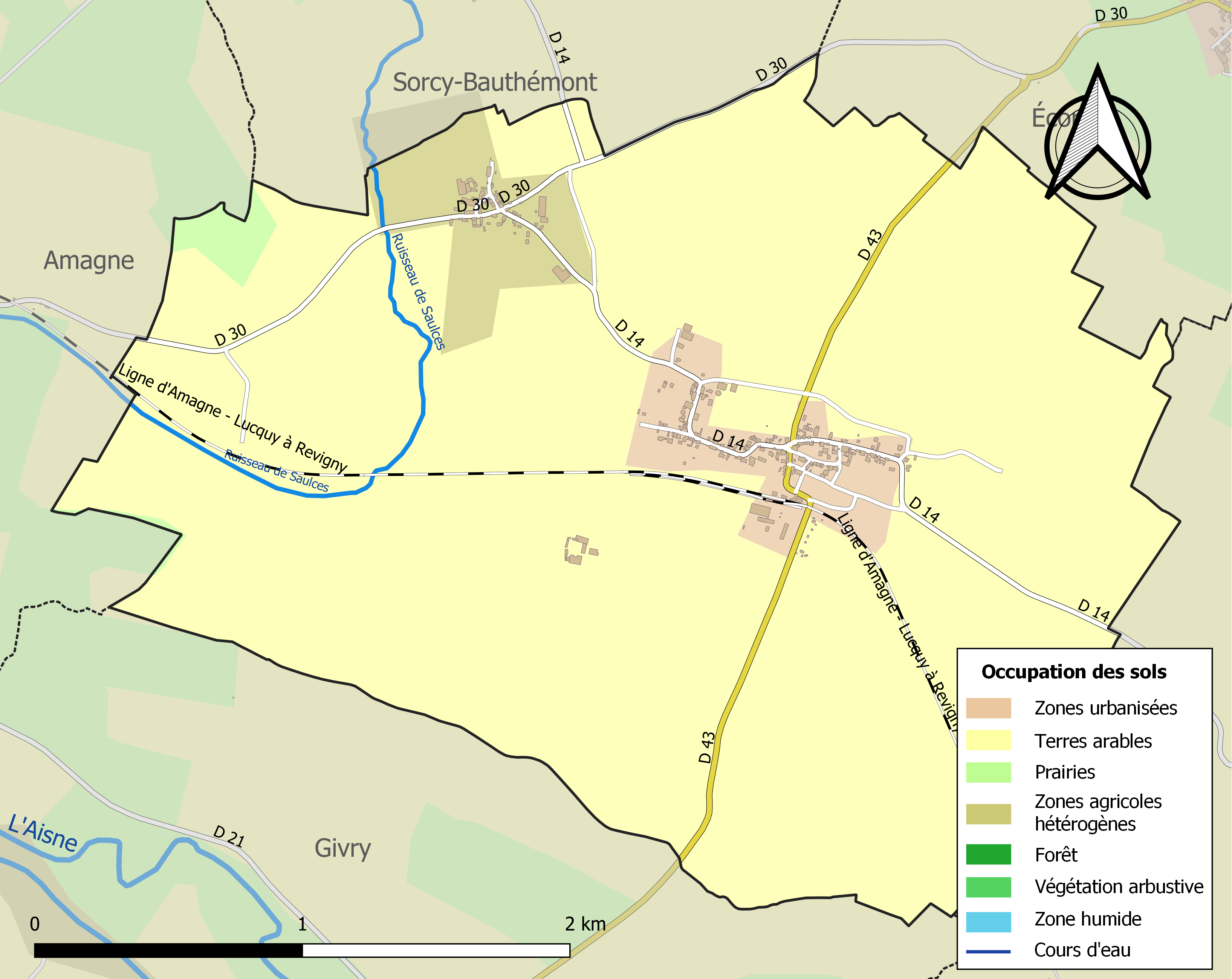
Carte des infrastructures et de l'occupation des sols de la commune en 2018 (CLC).

## Histoire
Le nom d'Alland'Huy est cité dans une bulle papale du 14 décembre 1145. Le pape Eugène III y confirme les possessions de l'abbaye Saint-Remy de Reims. Sainte Catherine est la patronne de l'église classé au titre des monuments historiques.
Selon la tradition, un endroit appelé champ-Frappin, sous un orme et contenant une grosse croix dite la Croix du Curé, était connu comme un lieu de sabbat.
Cette commune a été occupée par les Allemands pendant la Première Guerre mondiale, ainsi que lors de la Seconde. Le village a été partiellement détruit.
Le 6 avril 1944, six personnes (Georges, Georgette, Jean et Lucienne Fromentin, Paul Sagnet, Blanche Deloche-Sagnet, Charles Lambert, Robert Couvin) ont été arrêtées à la ferme du Chesnois, et déportées, pour avoir aidé des aviateurs de l'US Air Force, dont les avions avaient été abattus, à échapper à l'occupant allemand.

## Politique et administration
| Période                                  | Période                   | Identité                                   | Étiquette | Qualité            |
| ---------------------------------------- | ------------------------- | ------------------------------------------ | --------- | ------------------ |
| Les données manquantes sont à compléter. |                           |                                            |           |                    |
| juillet 1864                             | août 1886                 | Jean Auguste Pierlot                       |           |                    |
| novembre 1889                            | décembre 1892             | Michel Alphonse Coche                      |           |                    |
| avril 1902                               | juillet 1907              | Jean Louis Cyrille Edmond Thille           |           |                    |
| juin 1913                                |                           | Jean Baptiste Élie Génin                   |           |                    |
| novembre 1931                            |                           | Raoul Étienne Coche                        |           |                    |
|                                          |                           | Nadine Pamart                              |           |                    |
| 1989                                     | mars 2008                 | Denis Bourlon                              |           |                    |
|                                          | 2011                      | Jacques Godier                             |           |                    |
| mars 2008                                | novembre 2011             | Laurent Danloup                            |           |                    |
| décembre 2011                            | En cours (au 26 mai 2020) | Cédric Pate Réélu pour le mandat 2020-2026 | SE        | Ancien agriculteur |

## Démographie
L'évolution du nombre d'habitants est connue à travers les recensements de la population effectués dans la commune depuis 1793. Pour les communes de moins de 10 000 habitants, une enquête de recensement portant sur toute la population est réalisée tous les cinq ans, les populations de référence des années intermédiaires étant quant à elles estimées par interpolation ou extrapolation. Pour la commune, le premier recensement exhaustif entrant dans le cadre du nouveau dispositif a été réalisé en 2006.

En 2022, la commune comptait 272 habitants, en évolution de +11,02 % par rapport à 2016 (Ardennes : −2,97 %, France hors Mayotte : +2,11 %).
| 1793 | 1800 | 1806 | 1821 | 1831 | 1836 | 1841 | 1846 | 1851 |
| ---- | ---- | ---- | ---- | ---- | ---- | ---- | ---- | ---- |
| 385  | 399  | 449  | 493  | 612  | 672  | 646  | 643  | 591  |

| 1866 | 1872 | 1876 | 1881 | 1886 | 1891 | 1896 | 1901 | 1906 |
| ---- | ---- | ---- | ---- | ---- | ---- | ---- | ---- | ---- |
| 590  | 640  | 589  | 586  | 614  | 551  | 537  | 548  | 524  |

| 1911 | 1921 | 1926 | 1931 | 1936 | 1946 | 1954 | 1962 | 1968 |
| ---- | ---- | ---- | ---- | ---- | ---- | ---- | ---- | ---- |
| 522  | 529  | 463  | 431  | 431  | 341  | 372  | 326  | 303  |

| 1975 | 1982 | 1990 | 1999 | 2006 | 2011 | 2016 | 2021 | 2022 |
| ---- | ---- | ---- | ---- | ---- | ---- | ---- | ---- | ---- |
| 265  | 242  | 217  | 215  | 235  | 259  | 245  | 262  | 272  |

## Culture locale et patrimoine

### Lieux et monuments

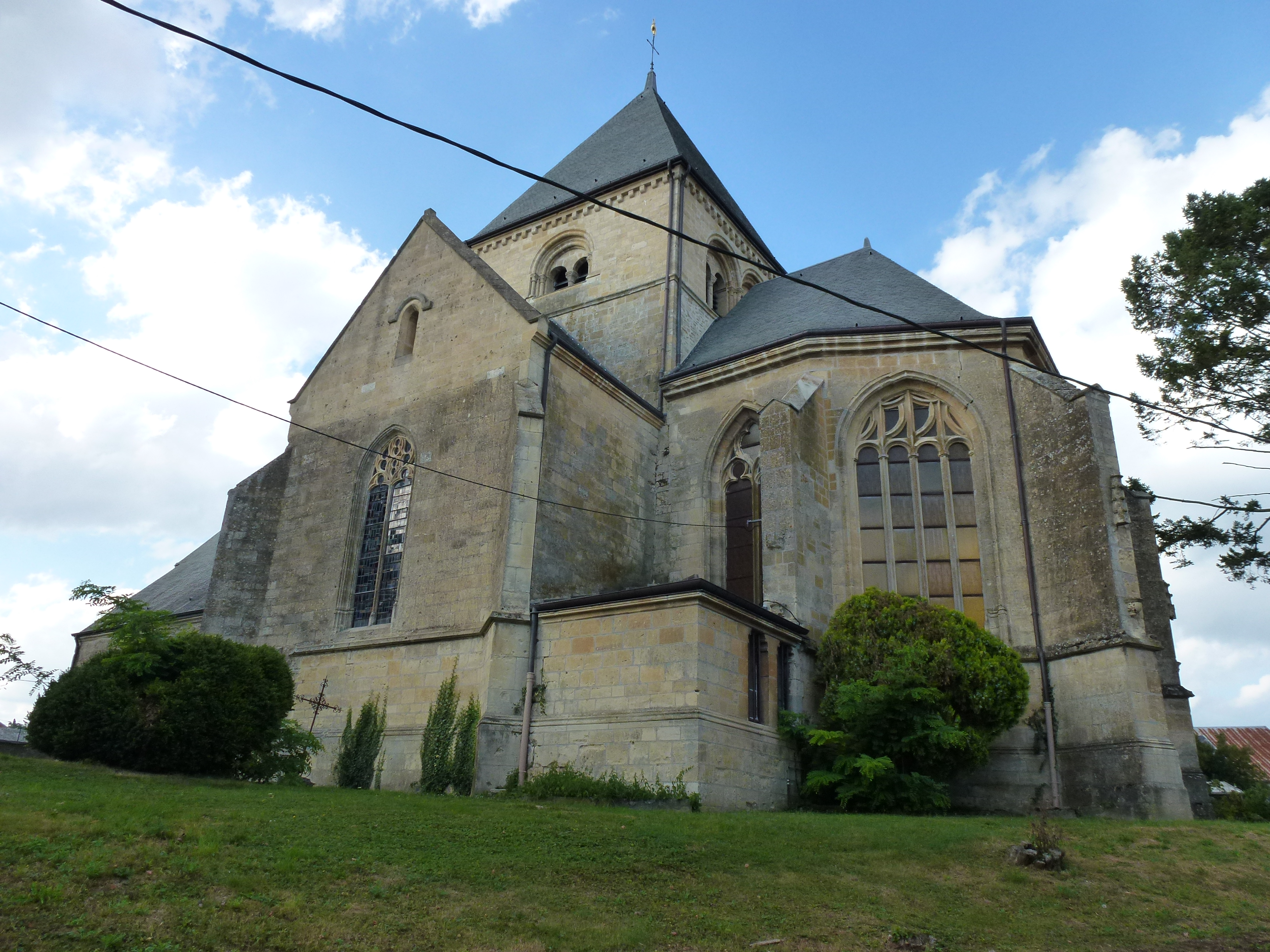
L’église Sainte-Catherine.

Église Sainte-Catherine : belle église romane, située au cœur du village. L'édifice est classé au titre des monuments historiques en 1986.
Le village comprend aussi des fermes fortifiées, généralement en brique, ainsi qu'un château dans le hameau de Sausseuil.

### Personnalités liées à la commune
- Charles Batteux (1713-1780) est un homme d’église (abbé) né sur la commune. Traducteur, latiniste, auteur d'ouvrages d'enseignement scolaire. Professeur de rhétorique. Titulaire d’une chaire de philosophie grecque et latine. Membre de l’Académie des sciences en 1754.

### Héraldique
| Blason de Alland'Huy-et-Sausseuil | Blason  | Coupé : au 1er d'argent au sautoir de gueules chargé en cœur d'un lion d'or, au 2e d'azur au croissant d'or accosté de deux brocs affrontés d'argent. |
| Blason de Alland'Huy-et-Sausseuil | Détails | Création J.-J. Baron, M. Demoncheaux et J.-M. Jolly. Adopté le 14 septembre 1999.                                                                     |